# نخلة لورياروية
نخلة لورياروية (الاسم العلمي: Phoenix loureiroi) هي نوع من النباتات يتبع جنس النخلة من الفصيلة الفوفلية.